# Hydrocotyle filipes
Hydrocotyle filipes là một loài thực vật có hoa trong Họ Cuồng. Loài này được Mathias mô tả khoa học đầu tiên năm 1936.